# فرودگاه استرونسی
فرودگاه استرونسی (به انگلیسی: Stronsay Airport) یک فرودگاه خصوصی با کد یاتا SOY است . این فرودگاه در کشور اسکاتلند قرار دارد و در ارتفاع ۱۲ متری از سطح دریا واقع شده‌است.

## شرکت‌های هواپیمایی و مقصدهای پروازی
| شرکت‌های هواپیمایی | مقصدهای پروازی |
| ----------------- | -------------- |
| Loganair          | کرکوال، سندی   |